# Sebastià Viladrosa
Sebastià Viladrosa (Catalunya, segle xviii) va ser un organista i compositor català del Barroc. Va néixer en alguna població del bisbat de Solsona. Membre de l'estament eclesiàstic com a clergue, el 1725 ocupava de forma interina el càrrec de mestre de capella a la col·legiata de Santa Maria de Manresa. Després d'acabar la seva tasca, el capítol de la seu va nomenar-lo organista de l'església el 10 de gener de 1726 i va residir en un benefici sota l'advocació de Sant Joan Baptista. Va ocupar el càrrec d'organista fins a la seva mort, el 4 d'abril de 1768.
Es conserven diverses obres seves per a orgue a la catedral d'Astorga. Algunes són:
- Cinc versos de 1r to
- Nou versos de 4t to, per a Glòria
- Vers de 6è to per a després de l'Epístola